# 프리웨이 (도로)

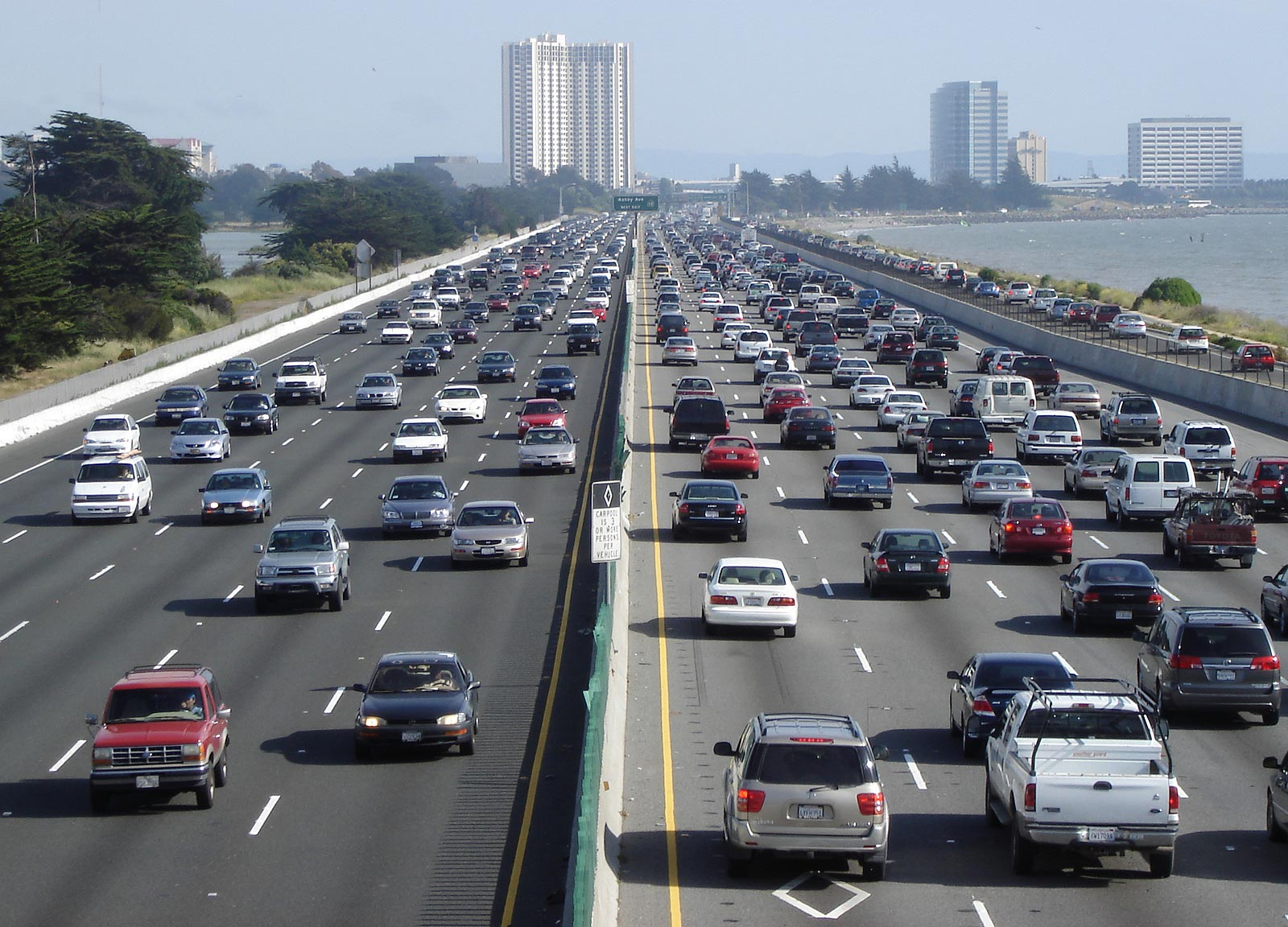
주간고속도로 제80호선 (캘리포니아주 버클리)

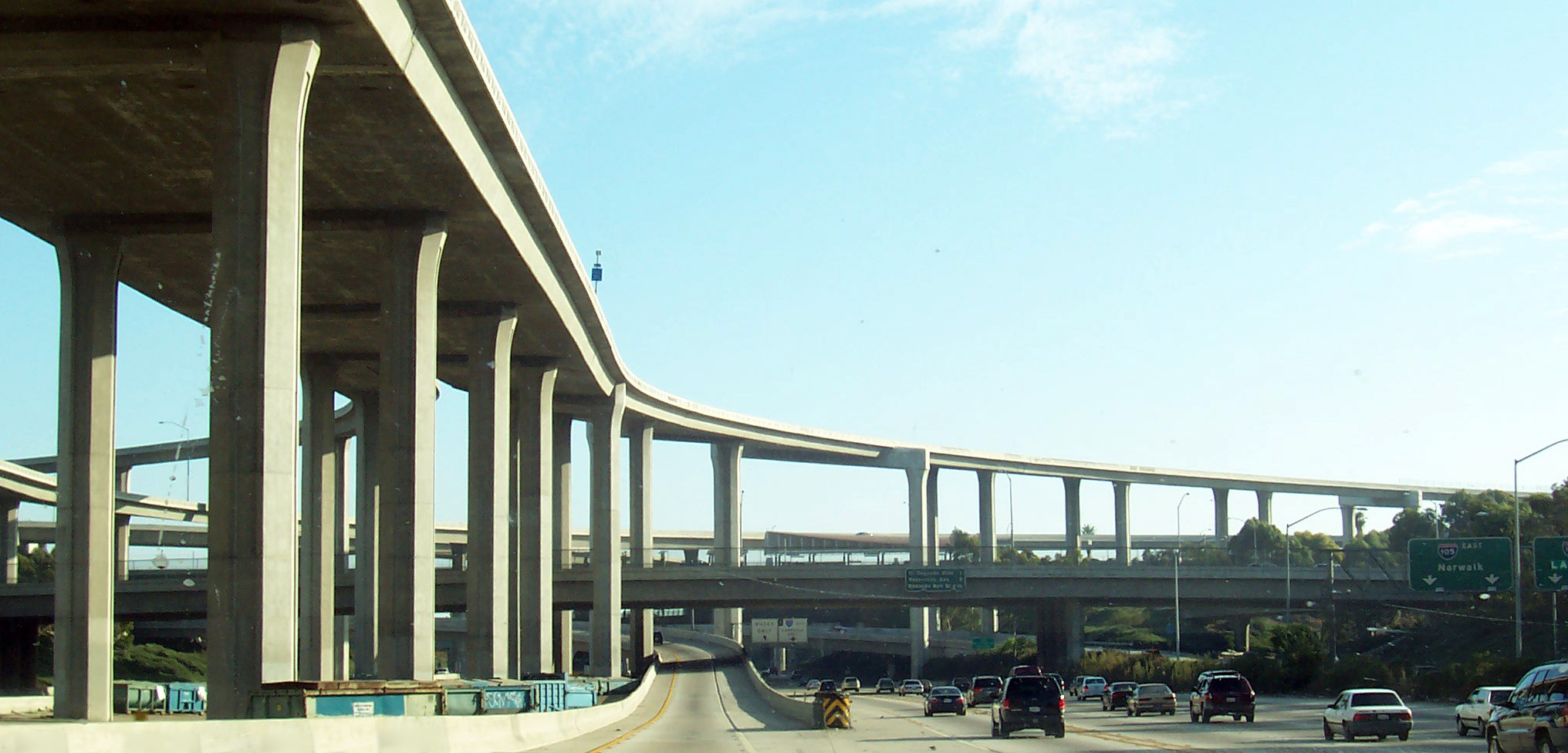
프리웨이의 분기점(캘리포니아주 로스앤젤레스)

프리웨이(Freeway)는 미국이나 오스트레일리아, 남아프리카공화국 등의 각국에서 고속도로를 가리키는 말이다. 미국에서는 최상위의 간선도로로서 위치가 부여되어, 정의 위에서는, 왕복 분리 교통이며, 신호 및 정지 표식이 없고 일반의 도로와 입체교차해 출입 제한을 하고 있다.

## 개요
주간고속도로(인터스테이트 하이웨이, 주간도로, Interstate Highway)와 도시고속도로(도시부의 고규격주요간선도로, Other Freeway and Expressway)가 이에 해당한다. 이 외에도 입체교차구조를 가지고, 프리웨이라고 부르고 있는 도로도 있다. 또 같은 종류 도로의 호칭으로 Expressway, Thruway, Turnpike 등이라고 하는 단어도 사용되는 경우가 있다. 단 Thruway, Turnpike는 유료도로를 가리키는 경우가 많다.
원래는 입체교차구조이므로 일반도로와 같이 신호등의 교통정리에 의한 정지가 불필요해서 프리(Free)이라고 불리게 된 것이다. 때문에 통행료가 무료이기 때문에 프리라고 불리게 된 것이 아니며, 통행료가 유료인 프리웨이도 존재한다.

## 미국의 익스프레스웨이(Expressway)와 프리웨이(Freeway)의 구별
익스프레스웨이(Expressway)는 인접 땅의 소유자가 진입하는 법적 권한을 가지지 않는 간선도로를 말한다. 프리웨이(Freeway)는 흐름이 자유로우며, 막혀 그 도로 본선에 있어서, 신호기나 일시정지의 표식이 필요한 교차점등이 존재하지 않는 익스프레스웨이(Expressway)를 가리킨다. 별도의 견해에서는, 익스프레스웨이(Expressway)는 진입이 제한된 것이며, 프리웨이(Freeway)는 진입이 관리된 것으로 여겨진다.
그렇지만 많은 일반인은 Freeway의 "Free"를 이용 요금이 무료라는 의미로 오해하고 있다. 캘리포니아주 등과 같이 대다수의 Freeway가 무료인 주도 있지만 (일부 다리가 설치된 요금소를 통과할 경우를 제외한다.) 일리노이 주나 플로리다 주와 같이 특정한 Expressway에 있어서는 각출구나 본선위로 요금소를 설치하고 있는 주도 있다.
법령상 미국연방법에 의해, 대부분의 주에서 주법에 의해, Expressway 및 Freeway라고 하는 용어가 위로 진술한 토목기술자의 용법과 동일하게 정의되고 있다. 그렇지만, 이들 둘의 용어의 구별은 보편적인 것이 아니다. 최초기에 Freeway를 건설한 몇개의 주에서는 Expressway라고 하는 단어와 Freeway라고 하는 단어는 같은 의미를 가지고 통상 Expressway 또는 Highway(옛날부터의 통칭)라고 하는 말을 좋아하고 있다. 기타의 지역에서는 Freeway라고 하는 말은 일반적이다.
그러나, 두 개 종류의 도로를 많이 가지는 캘리포니아 주와 비교하면 Freeway와 Expressway의 구별은 반드시 명확하지 않다.
플로리다 주는 예외이며, Expressway라는 단어와 Freeway의 단어는 다른 2개의 의미를 가진다. 플로리다주에서는 Expressway는 진입의 제한된 유료도로와 정의된다. 한편, Freeway는 진입의 제한된 기타의 도로에서 통행 비용이 생기지 않는 것이다.

## 사용 국가
- 미국
- 오스트레일리아
- 남아프리카공화국
- 중화민국(타이완) : 국도고속공로의 영문 명칭

## 같이 보기
- 고속도로
- 주간고속도로